# Selección de baloncesto de Cabo Verde
La selección de baloncesto de Cabo Verde es el equipo formado por jugadores de nacionalidad caboverdiana que representa a la Federación Caboverdiana de Baloncesto en las competiciones internacionales organizadas por la Federación Internacional de Baloncesto (FIBA) o el Comité Olímpico Internacional (COI): los Juegos Olímpicos, la Copa Mundial de Baloncesto y el AfroBasket.
Su mayor logro fue la medalla de bronce en el AfroBasket 2007, donde Cabo Verde venció a Egipto en su último partido.
El 26 de febrero de 2023, Cabo Verde se clasificó para su primera Copa del Mundo cuando consiguieron su billete para la Copa Mundial de Baloncesto FIBA 2023. El país se convirtió en la nación más pequeña en clasificarse para una Copa del Mundo, rompiendo un récord que ostentaba Montenegro.

## Plantilla
- Lista de jugadores convocados que disputaron la Copa Mundial de Baloncesto de 2023.[3]

| Cabo Verde                   | Cabo Verde       | Cabo Verde | Cabo Verde | Cabo Verde | Cabo Verde         |
| Num                          | Jugador          | Pos        | Altura     | Edad       | Equipo             |
| ---------------------------- | ---------------- | ---------- | ---------- | ---------- | ------------------ |
| 0                            | Patrick Lima     | E          | 1,90 m     | 28         | CB Almería         |
| 5                            | Shane Da Rosa    | B          | 1,85 m     | 35         | Providence Pirates |
| 6                            | Ivan Almeida     | A          | 1,97 m     | 34         | Benfica            |
| 7                            | Fidel Mendonça   | B          | 1,89 m     | 39         | Prédio Basketball  |
| 8                            | Anderson Correia | E          | 1,95 m     | 25         | Sangalhos DC       |
| 9                            | Joel Almeida     | A          | 1,92 m     | 37         | FAP                |
| 10                           | Kenneti Mendes   | AP         | 2,03 m     | 33         | FAP                |
| 13                           | Will Tavares     | A          | 1,95 m     | 28         | Yambol             |
| 15                           | Kevin Coronel    | A          | 1,96 m     | 31         | Portimonense       |
| 16                           | Keven Gomes      | P          | 2,11 m     | 27         | FC Porto           |
| 21                           | Betinho Gomes    | A          | 2,03 m     | 38         | SL Benfica         |
| 22                           | Edy Tavares      | P          | 2,21 m     | 31         | Real Madrid        |
| Entrenador: Emanuel Trovoada |                  |            |            |            |                    |

## Partidos

### Próximos encuentros
| Fecha                   | Ciudad   | Competición                | Local           |                            | Resultado |                            | Visitante       |
| ----------------------- | -------- | -------------------------- | --------------- | -------------------------- | --------- | -------------------------- | --------------- |
| 26 de noviembre de 2021 | Benguela | Clasificación Mundial 2023 | Cabo Verde      | Bandera de Cabo Verde      | 79:71     | Bandera de Nigeria         | Nigeria         |
| 27 de noviembre de 2021 | Benguela | Clasificación Mundial 2023 | Uganda          | Bandera de Uganda          | 77:74     | Bandera de Cabo Verde      | Cabo Verde      |
| 1 de julio de 2022      | Kigali   | Clasificación Mundial 2023 | Nigeria         | Bandera de Nigeria         | 70:79     | Bandera de Cabo Verde      | Cabo Verde      |
| 2 de julio de 2022      | Kigali   | Clasificación Mundial 2023 | Cabo Verde      | Bandera de Cabo Verde      | 87:78     | Bandera de Uganda          | Uganda          |
| 26 de agosto de 2022    | Abiyán   | Clasificación Mundial 2023 | Guinea          | Bandera de Guinea          | 48:65     | Bandera de Cabo Verde      | Cabo Verde      |
| 27 de agosto de 2022    | Abiyán   | Clasificación Mundial 2023 | Cabo Verde      | Bandera de Cabo Verde      | 58:65     | Bandera de Angola          | Angola          |
| 28 de agosto de 2022    | Abiyán   | Clasificación Mundial 2023 | Costa de Marfil | Bandera de Costa de Marfil | 77:69     | Bandera de Cabo Verde      | Cabo Verde      |
| 24 de febrero de 2023   | Luanda   | Clasificación Mundial 2023 | Cabo Verde      | Bandera de Cabo Verde      | 78:70     | Bandera de Guinea          | Guinea          |
| 25 de febrero de 2023   | Luanda   | Clasificación Mundial 2023 | Angola          | Bandera de Angola          | 80:67     | Bandera de Cabo Verde      | Cabo Verde      |
| 26 de febrero de 2023   | Luanda   | Clasificación Mundial 2023 | Cabo Verde      | Bandera de Cabo Verde      | 79:64     | Bandera de Costa de Marfil | Costa de Marfil |
| 26 de agosto de 2023    | Okinawa  | Copa Mundial 2023          | Cabo Verde      | Bandera de Cabo Verde      | 60:85     | Bandera de Georgia         | Georgia         |
| 28 de agosto de 2023    | Okinawa  | Copa Mundial 2023          | Venezuela       | Bandera de Venezuela       | 75:81     | Bandera de Cabo Verde      | Cabo Verde      |
| 30 de agosto de 2023    | Okinawa  | Copa Mundial 2023          | Eslovenia       | Bandera de Eslovenia       | 92:77     | Bandera de Cabo Verde      | Cabo Verde      |
| 31 de agosto de 2023    | Okinawa  | Copa Mundial 2023          | Cabo Verde      | Bandera de Cabo Verde      | 77:100    | Bandera de Finlandia       | Finlandia       |
| 2 de septiembre de 2023 | Okinawa  | Copa Mundial 2023          | Japón           | Bandera de Japón           | 80:71     | Bandera de Cabo Verde      | Cabo Verde      |

## Historial

### Copa Mundial
Resultado General: 57.º puesto
| Copa Mundial de Baloncesto |
| --- |
| - 1950: No calificó - 1954: No calificó - 1959: No calificó - 1963: No calificó - 1967: No calificó - 1970: No calificó - 1974: No calificó - 1978: No calificó - 1982: No calificó - 1986: No calificó - 1990: No calificó - 1994: No calificó - 1998: No calificó - 2002: No calificó - 2006: No calificó - 2010: No calificó - 2014: No calificó - 2019: No calificó - 2023: 28° Lugar - 2027: TBD |

### Juegos Olímpicos
| Baloncesto en los Juegos Olímpicos |
| --- |
| - Berlín 1936: No calificó - Londres 1948: No calificó - Helsinki 1952: No calificó - Melbourne 1956: No calificó - Roma 1960: No calificó - Tokio 1964: No calificó - México 1968: No calificó - Múnich 1972: No calificó - Montreal 1976: No calificó - Moscú 1980: No calificó - Los Ángeles 1984: No calificó - Seúl 1988: No calificó - Barcelona 1992: No calificó - Atlanta 1996: No calificó - Sídney 2000: No calificó - Atenas 2004: No calificó - Pekín 2008: No calificó - Londres 2012: No calificó - Río 2016: No calificó - Tokio 2020: No calificó - París 2024: No calificó |

### AfroBasket
| Afrobasket | Afrobasket  | Afrobasket | Afrobasket  | Afrobasket | Afrobasket        |
| ---------- | ----------- | ---------- | ----------- | ---------- | ----------------- |
| 1962:      | No calificó | 1964:      | No calificó | 1965:      | No calificó       |
| 1968:      | No calificó | 1970:      | No calificó | 1972:      | No calificó       |
| 1974:      | No calificó | 1975:      | No calificó | 1978:      | No calificó       |
| 1980:      | No calificó | 1981:      | No calificó | 1983:      | No calificó       |
| 1985:      | No calificó | 1987:      | No calificó | 1989:      | No calificó       |
| 1992:      | No calificó | 1993:      | No calificó | 1995:      | No calificó       |
| 1997:      | 7° Lugar    | 1999:      | 9° Lugar    | 2001:      | No calificó       |
| 2003:      | No calificó | 2005:      | No calificó | 2007:      | Medalla de bronce |
| 2009:      | 13° Lugar   | 2011:      | No calificó | 2013:      | 6° Lugar          |
| 2015:      | 10º Lugar   | 2017:      | No calificó |            |                   |

## Palmarés
- AfroBasket:
  -  Tercer lugar (1): 2007

- Juegos Lusófonos:
  -  Subcampeón (1): 2009
  -  Tercer lugar (1): 2006